# Margarethe von Luxemburg
Margarethe von Luxemburg (* 25. Mai 1335 in Prag; † 7. September 1349 in Visegrád) war Königin von Ungarn und Kroatien.
Sie wurde als älteste Tochter des deutschen Kaisers Karl IV. und dessen erster Gemahlin Blanca Margarete von Valois geboren.
Im Jahre 1345 wurde sie mit 10 Jahren mit Ludwig I. von Anjou, König von Ungarn und Kroatien (nach ihrem Tod ab 1370 auch noch König von Polen) verheiratet. Ludwig war zum Zeitpunkt der Vermählung 19 Jahre alt.
Bereits vier Jahre nach der Vermählung starb Margarethe am 7. September 1349 im Alter von 14 Jahren.
Ludwig war in zweiter Ehe mit Elisabeth von Bosnien verheiratet.